# 佐藤秀峰
佐藤秀峰（1973年12月8日—），日本漫畫家，北海道出身。

## 經歷
武藏野美術大學造形學部映像學科肄業。1997年以〈PROMISED LAND〉獲得《月刊Afternoon》的四季賞準入選而出道。
作品《醫界風雲》2002年榮獲第6屆日本新媒體動漫藝術節漫畫部門優秀賞，2004年又榮獲第33屆日本漫畫家協會賞之大賞。